# Tramway de Tanger
Le tramway de Tanger est un réseau de tramway en projet à Tanger, au Maroc. Réalisé par Alstom Transport, il doit être mis en service avant la Coupe du monde de football 2030. Il devrait à terme compter trois lignes pour un total de 25 à 30 kilomètres de voies.